# Skulpturenpark Umedalen

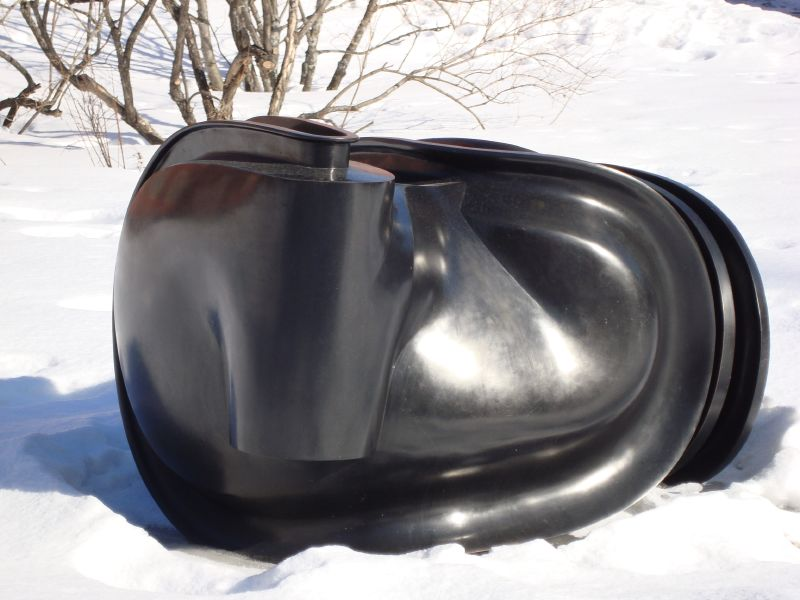
Early Forms von Tony Cragg

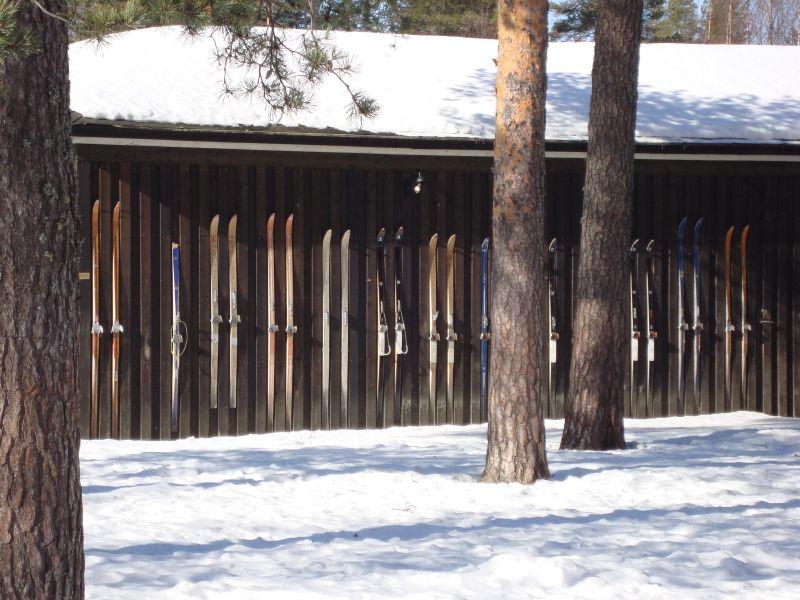
Social meeting von Raffael Rheinsberg

Der Skulpturenpark Umedalen ist ein Skulpturenpark mit 33 Skulpturen in Umeå in der schwedischen Provinz Västerbottens län.
Seit 1994 wird jedes Jahr in den Sommermonaten in Umeå eine Bildhauerausstellung unter internationaler Beteiligung durchgeführt. Bis 2010 haben beinahe 200 schwedische und internationale Bildhauer und Installations- und Land-Art-Künstler teilgenommen. Jedes Jahr werden Werke für die Dauerausstellung angekauft, die in dem öffentlich zugänglichen Park im Stadtteil Umedalen aufgestellt werden.

## Dauerausstellung
- Concrete and Leaves (1996) von Mirosław Bałka
- Flip (2006) von Mats Bergqvist
- Koma-Amok (1997) von Bigert & Bergström
- Eye Benches II (1996/97) von Louise Bourgeois[1]
- Utan titel (2001) von Bård Breivik
- Skogsdunge (2002) von Kari Cavén
- Stevensson (Early Forms) (1999) von Tony Cragg
- Den sjuka flickan (2004) von Jacob Dahlgren
- Utan titel (2002) von Anoe-Karin Furunes
- Beam Wlk (1996) von Cristos Gianakos
- Still Running (1990/93) von Antony Gormley
- Utan titel (1994) von Carina Gunnars
- Out (2004) von Charlotte Gyllenhammar
- Arch (1995) von Claes Hake
- Trajan’s shadow (2001) von Sean Henry
- 13 Resin and Bronze Powder Panels (2000) von Cristina Iglesias
- She leaves the lights on and forgerts the room (1998) von Meta Isaeus-Berlin
- A Path II (2004/10) von Kaarina Kaikkonen
- Pillar of Light (1991) von Anish Kapoor
- Homestead (2004) von Clay Ketter
- The most lonesome story ever told (1998) von Jonas Kjellgren
- Dysfunctional Outdoor Gym (2004) von Torgny Nilsson
- 55m long-line of double boulders (1997) von Richard Nonas
- Ulan titel (1998) von Roland Persson
- Alliansring (2000) von Anna Renström
- Social Meeting (1997) von Raffael Rheinsberg
- Tillåtet (Projekt von 80 Verkehrszeichen von ganz Schweden) (1990–2006) von Mikael Richter
- Räddningsplats (2008) von Gunilla Samberg
- Hardback (2000) von Nina Saunders
- Forest Hill (1997) von Buky Schwartz
- Umeå Prototype (1999/2000) von Serge Spitzer
- Kastenhaus 166 (2000) von Winter & Hörbelt
- Mor och Barn (1958) von David Wretling

## Weitere Werke in Umeå
- Kyrka van Ernst Billgren
- Ladder (1998) van Johanna Ekström
- Structure 88-J-1 (1998) von Takashi Naraha

## Fotogalerie

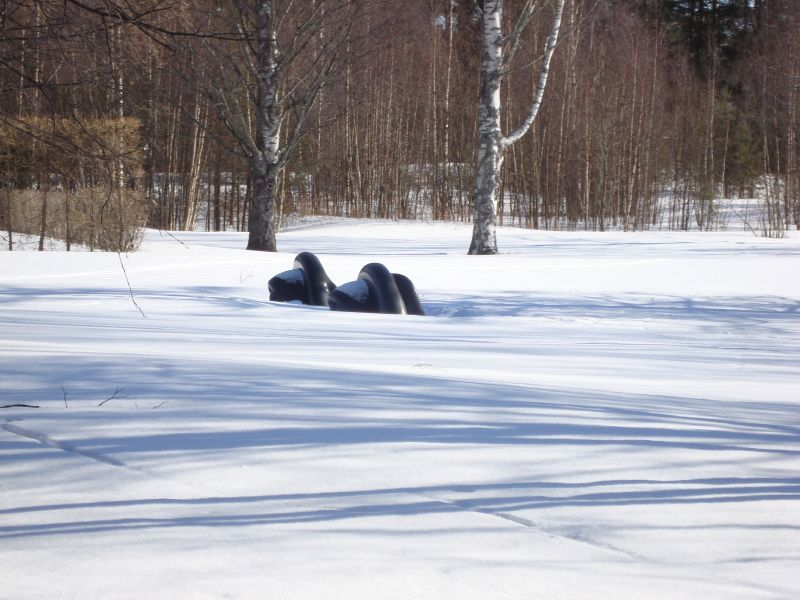
nr. 4: Eye Benches II von Louise Bourgeois
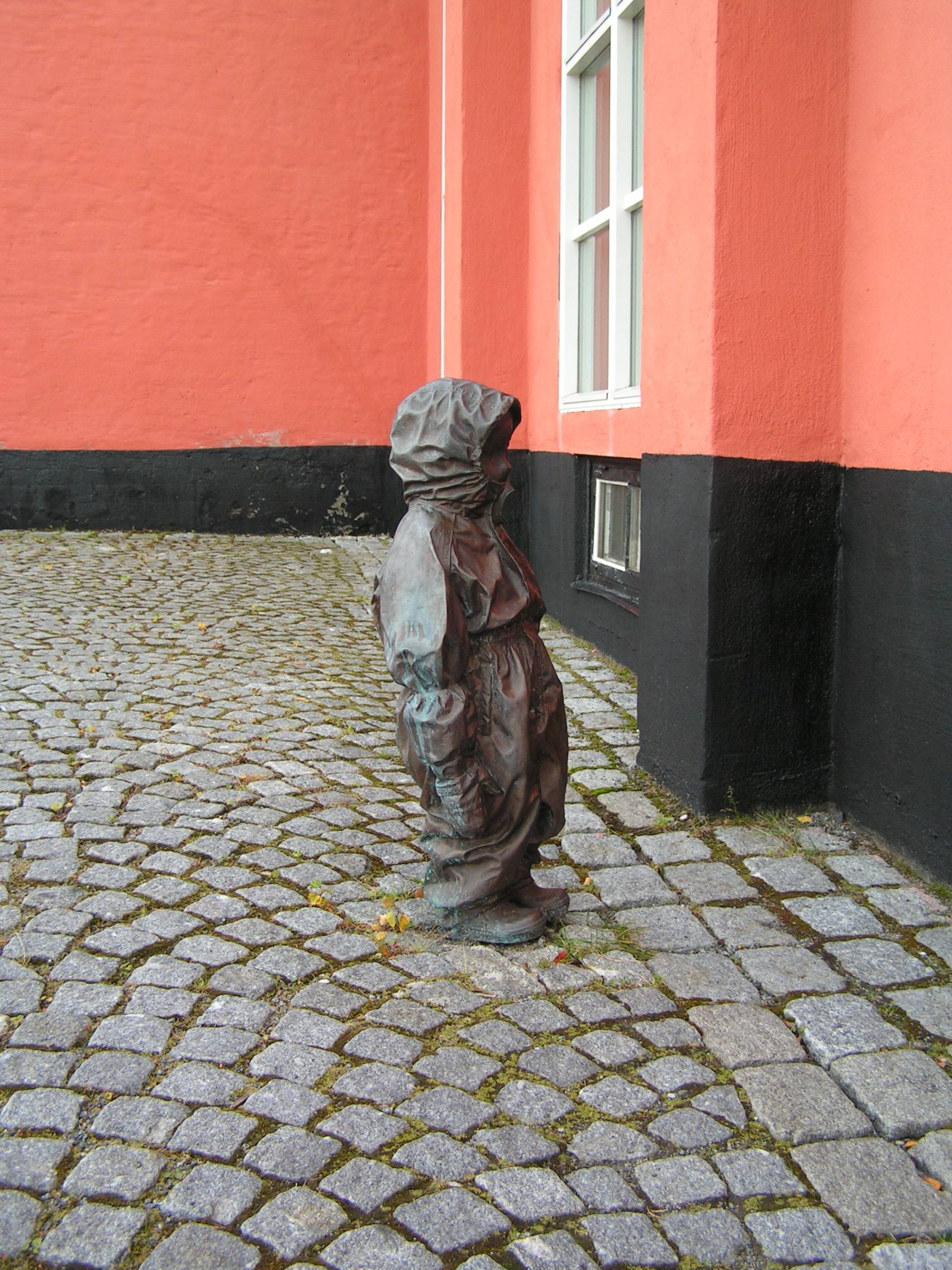
nr. 13: Out von Charlotte Gyllenhammar
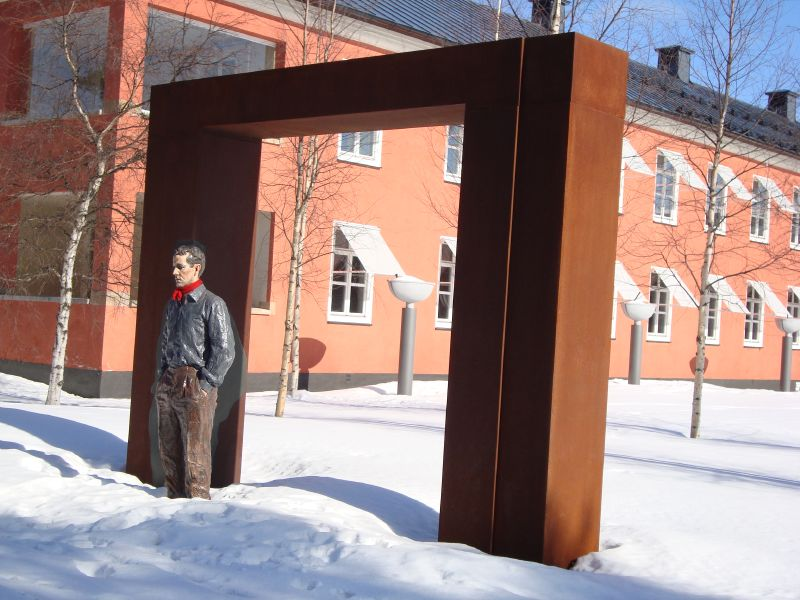
nr. 15: Trajan’s Shadow von Sean Henry
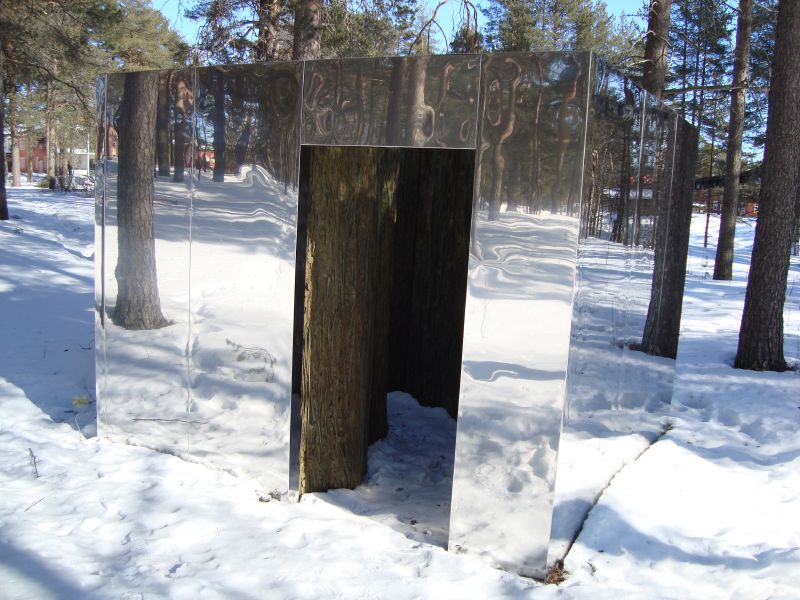
nr. 16: 12 Resin and Bronze Powder Panels von Cristina Iglesias
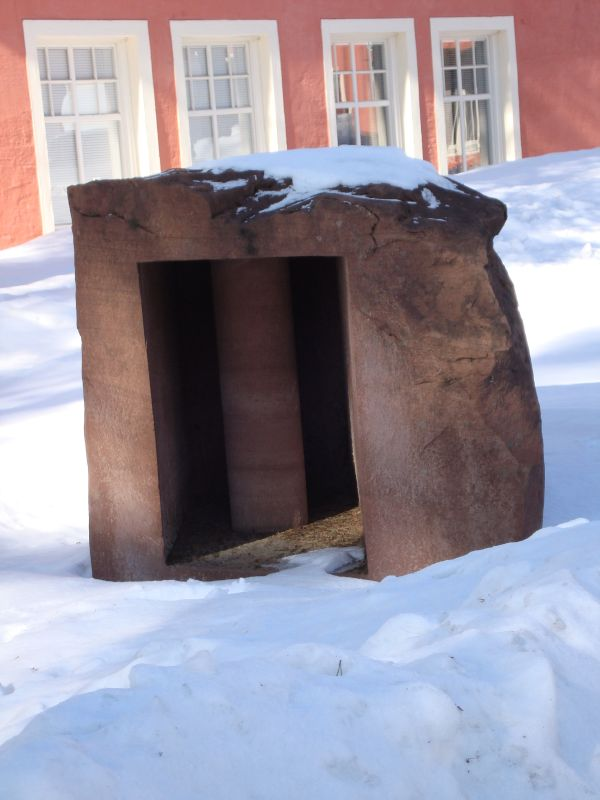
nr. 19: Pillar of Light von Anish Kapoor
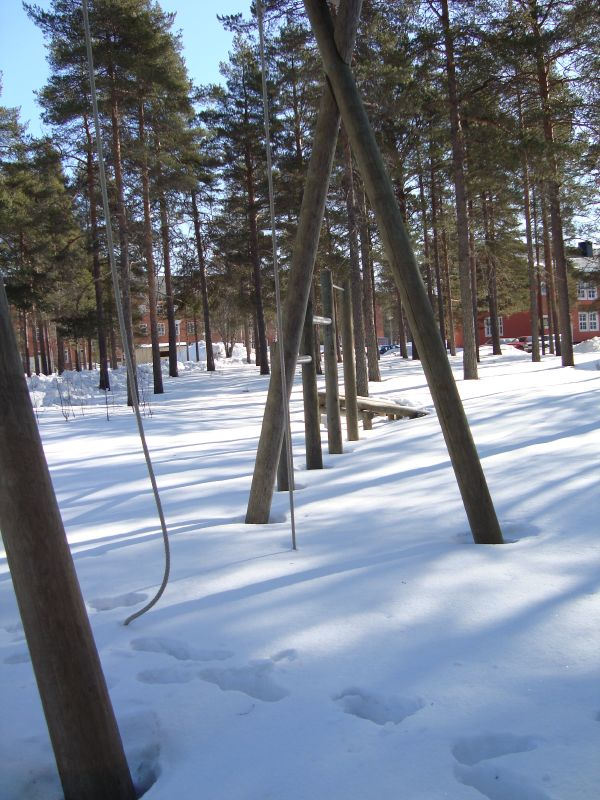
nr. 22: Dysfunctional Outdoor Gym von Torgny Nilsson
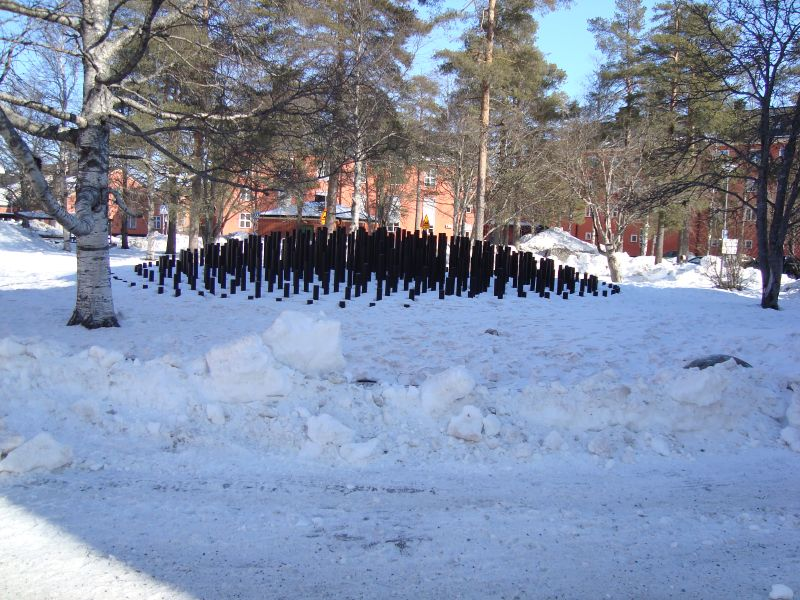
nr. 30: Forest Hill von Buky Schwartz
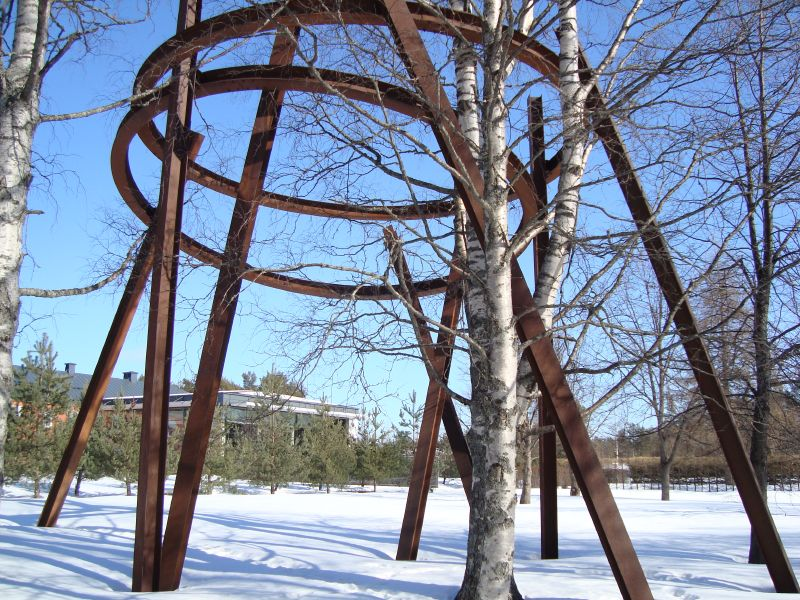
nr. 31: Umeå Prototype von Serge Spitzer
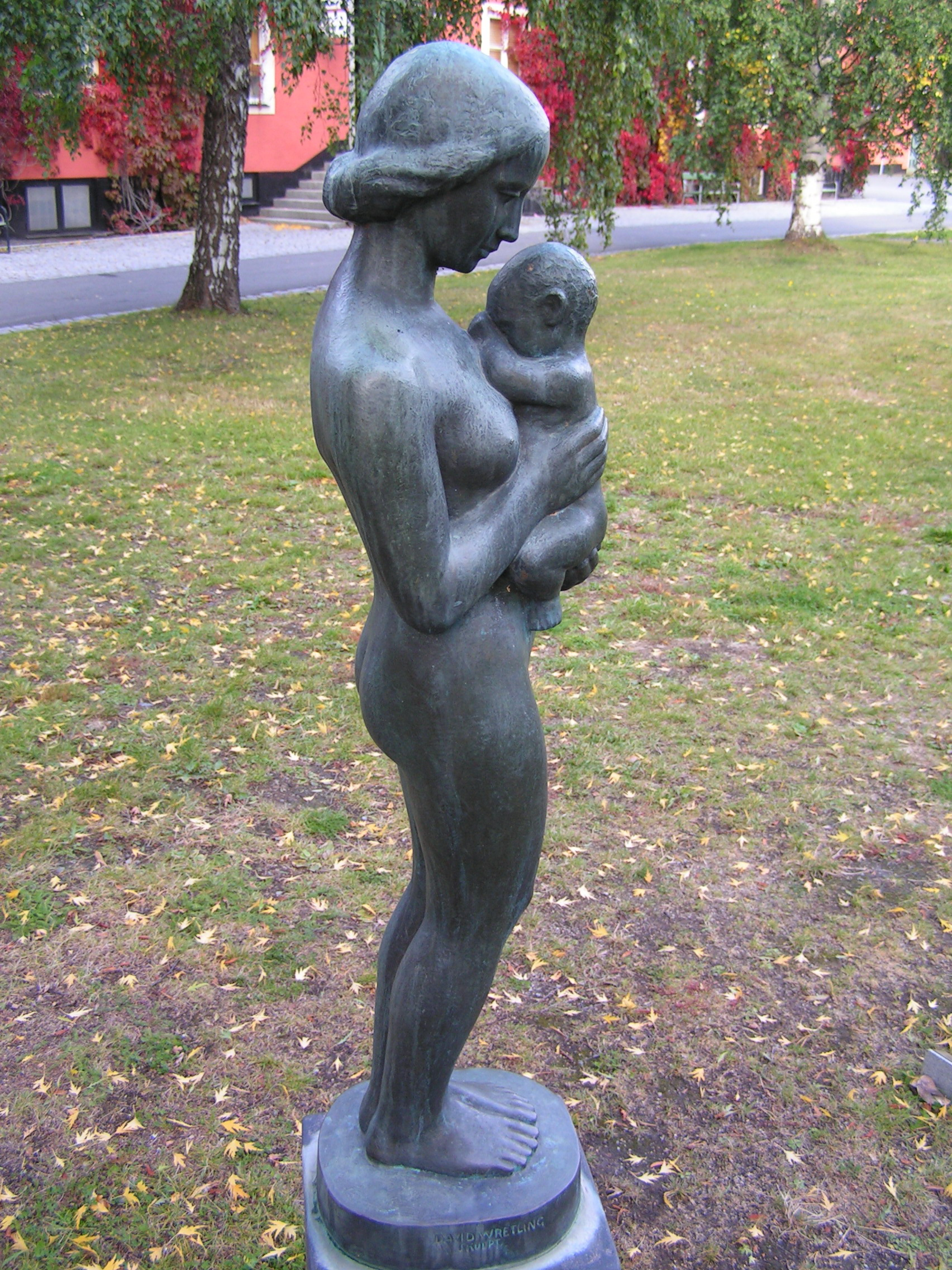
nr. 33: Mor och barn von David Wretling
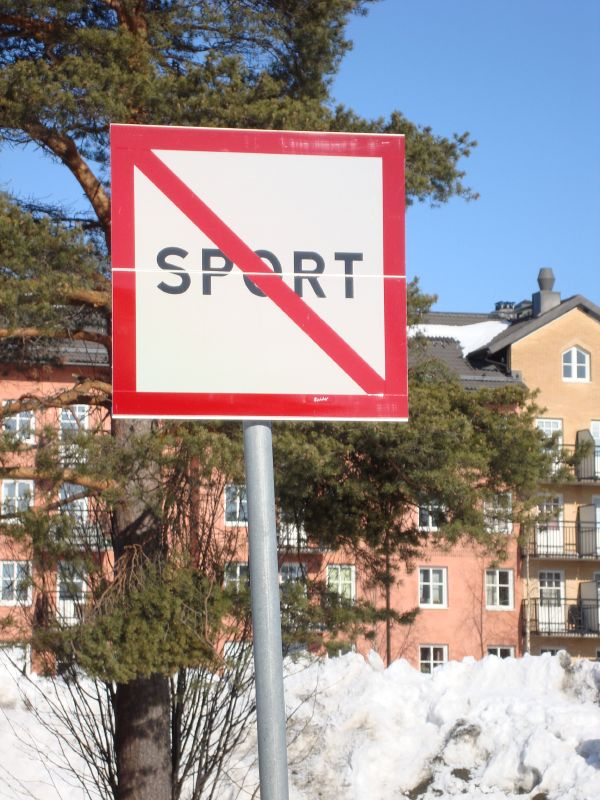
nr.27: Tillåtet von Mikael Richter